# Götz Rohwer
Götz Rohwer (* 28. März 1947 in Neumünster; † 16. März 2021 in Hamburg) war von 1997 bis 2013 Professor für sozialwissenschaftliche Methodenlehre und Statistik an der Ruhr-Universität Bochum.

## Leben
Götz Rohwer war ein Sohn des Komponisten Jens Rohwer. Er war in den 1970er Jahren Akademischer Rat an der Universität Osnabrück. Er wurde 1978 wegen seiner Aktivitäten für den Kommunistischen Bund Westdeutschland (KBW) entlassen. Neben seiner Kandidatur für den KBW bei den Kommunalwahlen in Niedersachsen am 3. Oktober 1976 wurden ihm die Beteiligung bei „Krawallen gegen Fahrpreiserhöhungen und gegen Sanierungsmaßnahmen“ in Osnabrück sowie die Störung einer Diskussionsveranstaltung des Ringes Christlich-Demokratischer Studenten in der Hochschule vorgeworfen. Aufsehen erregten die Solidaritätsbekundungen einer größeren Zahl von Professoren mit dem von den Disziplinarmaßnahmen Betroffenen.
Nach seiner Entlassung machte Rohwer eine Umschulung im Bereich Wirtschaftsinformatik. In den 1980er und 1990er Jahren war er als wissenschaftlicher Mitarbeiter am Hamburger Institut für Sozialforschung und an der Universität Bremen als Assistent von Hans-Peter Blossfeld tätig. Sein Arbeits- und Forschungsschwerpunkt dort waren statistische Modelle zur Analyse von Ereignisdaten („Event History Analysis“).
1995 wurde er in Bremen mit einer Arbeit zur Lebensverlaufsforschung habilitiert und nahm 1997 einen Ruf auf eine Professur an der Ruhr-Universität Bochum an. Dort forschte er zu der Anwendung statistischer Modelle in der Sozialforschung.
Seit Ende der 1980er Jahre entwickelte Rohwer [TDA] (Program for Transition Data Analysis), ein überaus mächtiges und effizientes Computerprogramm zur statistischen Analyse großer Datenmengen. Er stellte den Code unter die GPL. Das Programm ist auf den Lehrstuhlseiten dokumentiert und kann dort auch heruntergeladen werden. Götz Rohwer war mit der Schauspielerin Karin Nennemann verheiratet. Das Paar lebte in Hamburg.

## Veröffentlichungen
- Hans-Peter Blossfeld, Götz Rohwer, Katrin Golsch: Event History Analysis With Stata, Mahwah: Lawrence Erlbaum, 2007, ISBN 978-0-8058-6047-4
- Götz Rohwer, Ulrich Pötter: Wahrscheinlichkeit: Begriff und Rhetorik in der Sozialforschung, Weinheim (u. a.): Juventa-Verlag 2002, ISBN 3-7799-1476-X
- Götz Rohwer, Ulrich Pötter: Methoden sozialwissenschaftlicher Datenkonstruktion, Weinheim (u. a.): Juventa-Verlag 2002, ISBN 3-7799-1473-5
- Götz Rohwer, Ulrich Pötter: Grundzüge der sozialwissenschaftlichen Statistik, Weinheim (u. a.): Juventa-Verlag 2001, ISBN 3-7799-1470-0
- Hans-Peter Blossfeld, Götz Rohwer: Techniques of Event History Modeling: New Approaches to Casual Analysis, Mahwah: Lawrence Erlbaum, 2001, 2. Auflage, ISBN 978-0-8058-4090-2
- Stefan Bender, Jürgen Hilzendegen, Götz Rohwer, Helmut Rudolph: Die IAB-Beschäftigtenstichprobe 1975-1990, Beiträge zur Arbeitsmarkt- und Berufsforschung, BeitrAB 197, Nürnberg: Institut für Arbeitsmarkt- und Berufsforschung der Bundesanstalt für Arbeit, 1996, ISSN 0173-6574
- RZoo: efficient storage and retrieval of social science data, San Domenico (FI): European Univ. Institute, Dep. of Political and Social Sciences, 1992